# Thur (Rýn)
Thur je řeka ve východní části Švýcarska. Délka jejího toku je 135 km. Plocha povodí měří 1760 km². Je druhým největším švýcarským přítokem Rýna, jehož průtok v místě vtoku navyšuje o více než 10 %.

## Průběh toku
Thur pramení v nadmořské výšce 2035 m na jihozápadním svahu hory Säntis. Na cestě vysokohorskou roklí překonává četné peřeje a vodopády, z nichž vynikají dva o výšce 10 a 13 a jsou známy jako Thurské vodopády. V těchto místech má průměrný průtok 830 l/s. Od pramene nese název Säntisthur a po soutoku s protilehlým horským potokem Wildhauserthur u sídla Unterwasser nese již název Thur. V těchto místech se tok řeky obrací na sever, obtéká ze západní části masiv Appenzellských Alp a po zhruba třetině toku se vydává severozápadním směrem k Rýnu. Ústí v nadmořské výšce 345 metrů v místech ukončení vzedmutí hladiny Rýna vodním dílem Eglisau-Glattfelden.
V první třetině toku protéká typickým horským kamenitým korytem s přirozenou rezervou pro pravidelné jarní i náhlé letní povodně. Ve druhé třetině přechází v širší údolní nivy s meandry ve štěrkopískovém podkladu, v závěru toku v náhorní ploše získává charakter typického toku lužní oblasti.
Z celkové délky 135 kilometrů 68 km toku probíhá v kantonu St. Gallen , 42 km v kantonu Thurgau a 19 km v kantonu Curych.  Z celkového povodí 1760 km² připadá 30 % na zalesněnou, 60 % na zemědělskou a 9 % na zastavěnou oblast.
| název    | břeh  | délka toku km | plocha povodí km2 | průměrný průtok m3/s | odtokový koeficinet l/(s km²) |
| -------- | ----- | ------------- | ----------------- | -------------------- | ----------------------------- |
| Wissthur | levý  | 8,5           | 17,6              | 1,01                 | 57,4                          |
| Luteren  | pravý | 10,4          | 29                | 1,49                 | 51,1                          |
| Necker   | pravý | 32            | 125               | 4,57                 | 36,6                          |
| Uze      | pravý | 7,3           | 12,6              | 0,24                 | 19,6                          |
| Glatt    | pravý | 24            | 91                | 2,26                 | 24,9                          |
| Sitter   | pravý | 59            | 340               | 10,2                 | 39,1                          |
| Kemme    | pravý | 19            | 18,7              | 0,6                  | 12,7                          |
| Seebach  | pravý | 7,6           | 35,04             | 0,4                  | 11,7                          |
| Murg     | levý  | 34            | 213,45            | 4,05                 | 19,0                          |

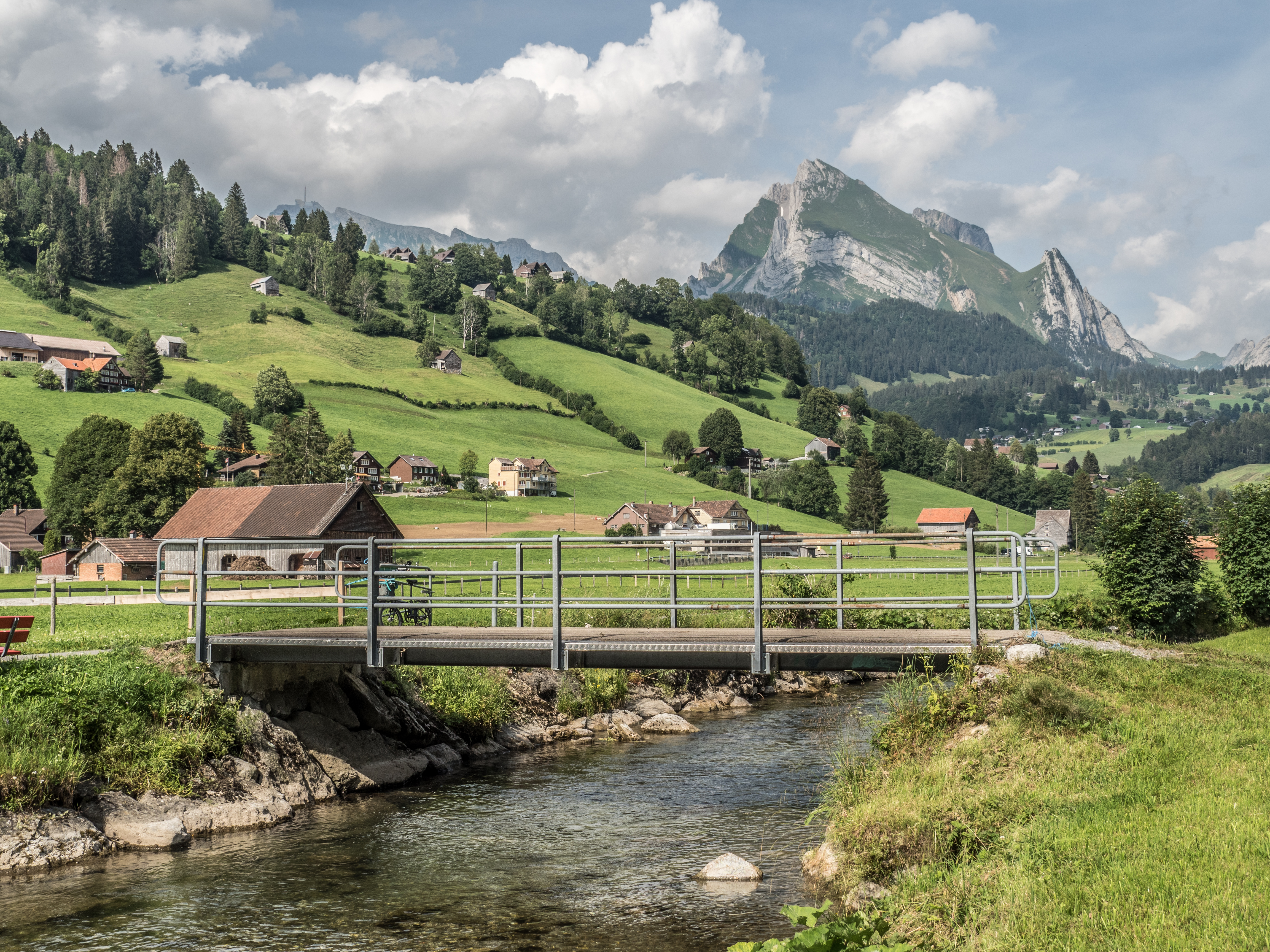
Säntisthur
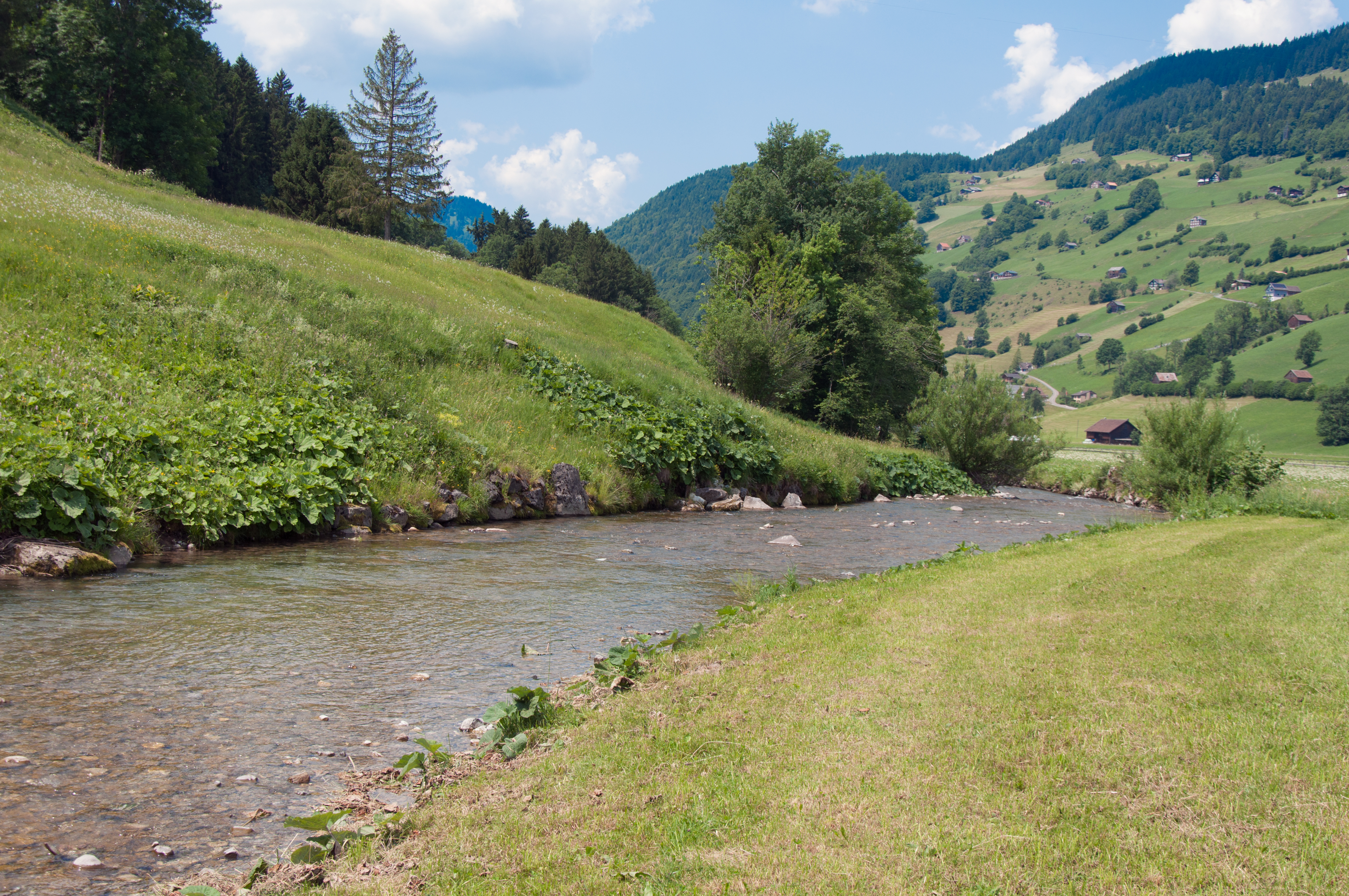
Po soutoku pod Unterwasser
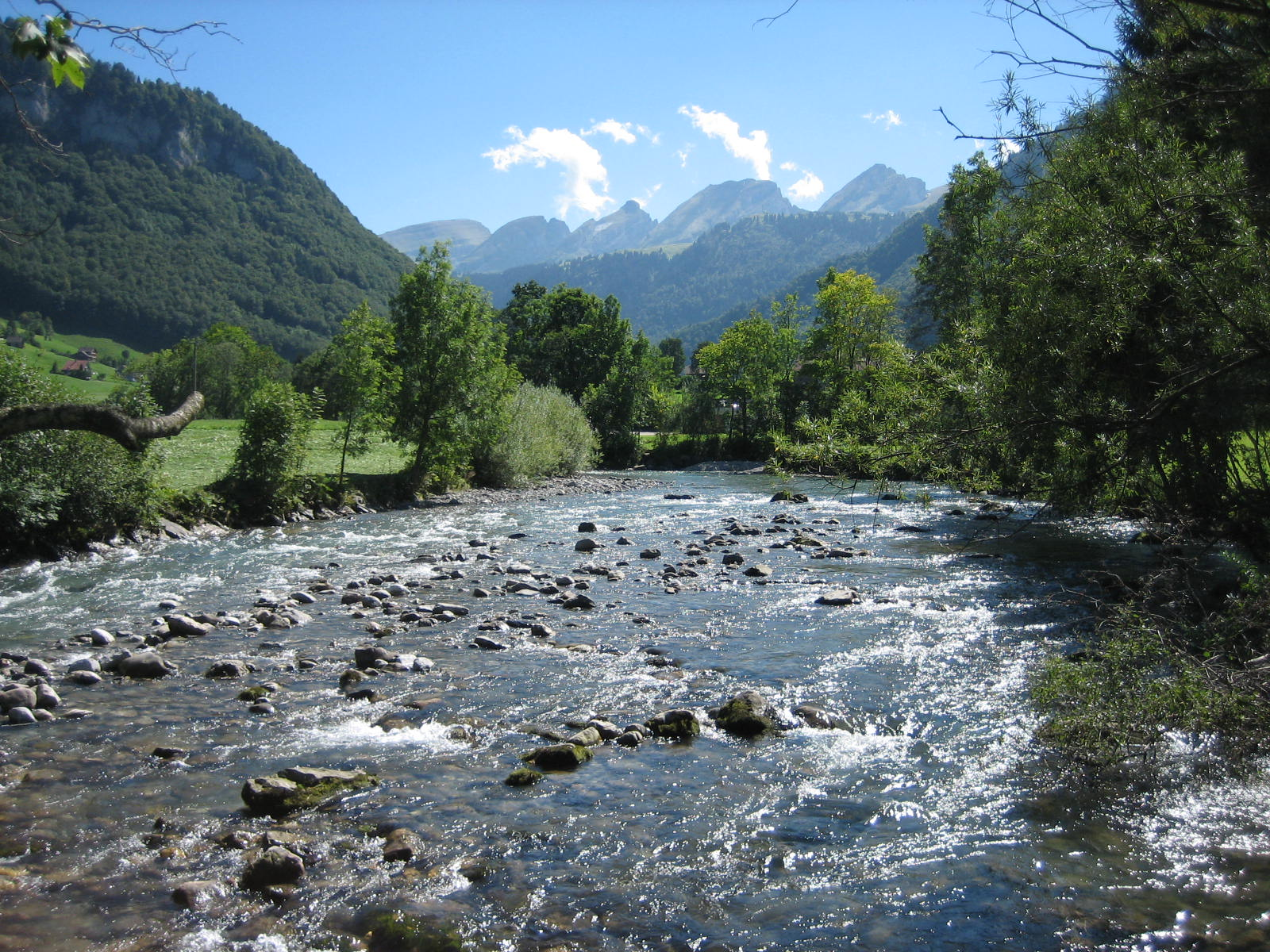
Nad Nesslau
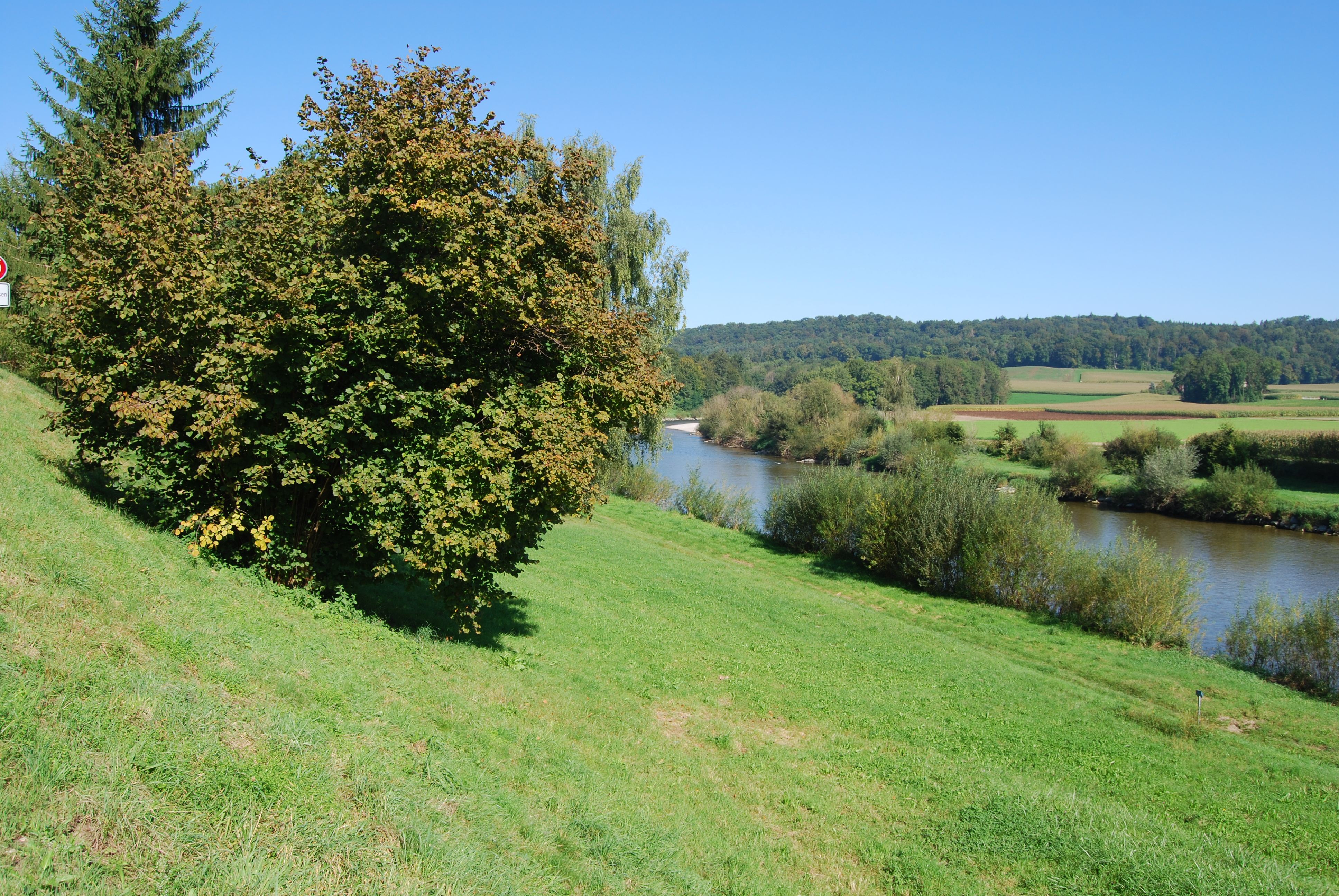
Střední tok v Thurgau
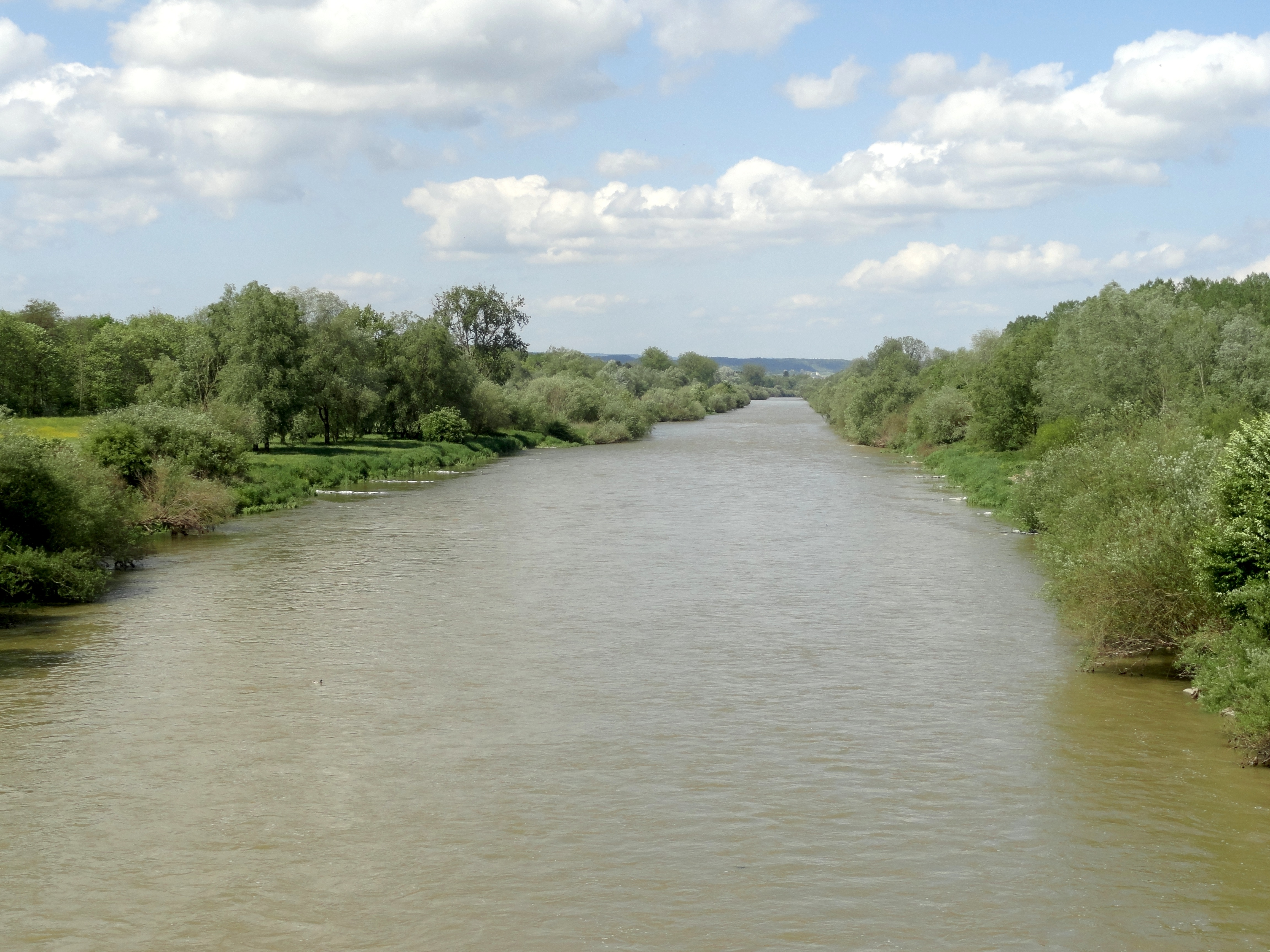
Vysoký stav na středním toku
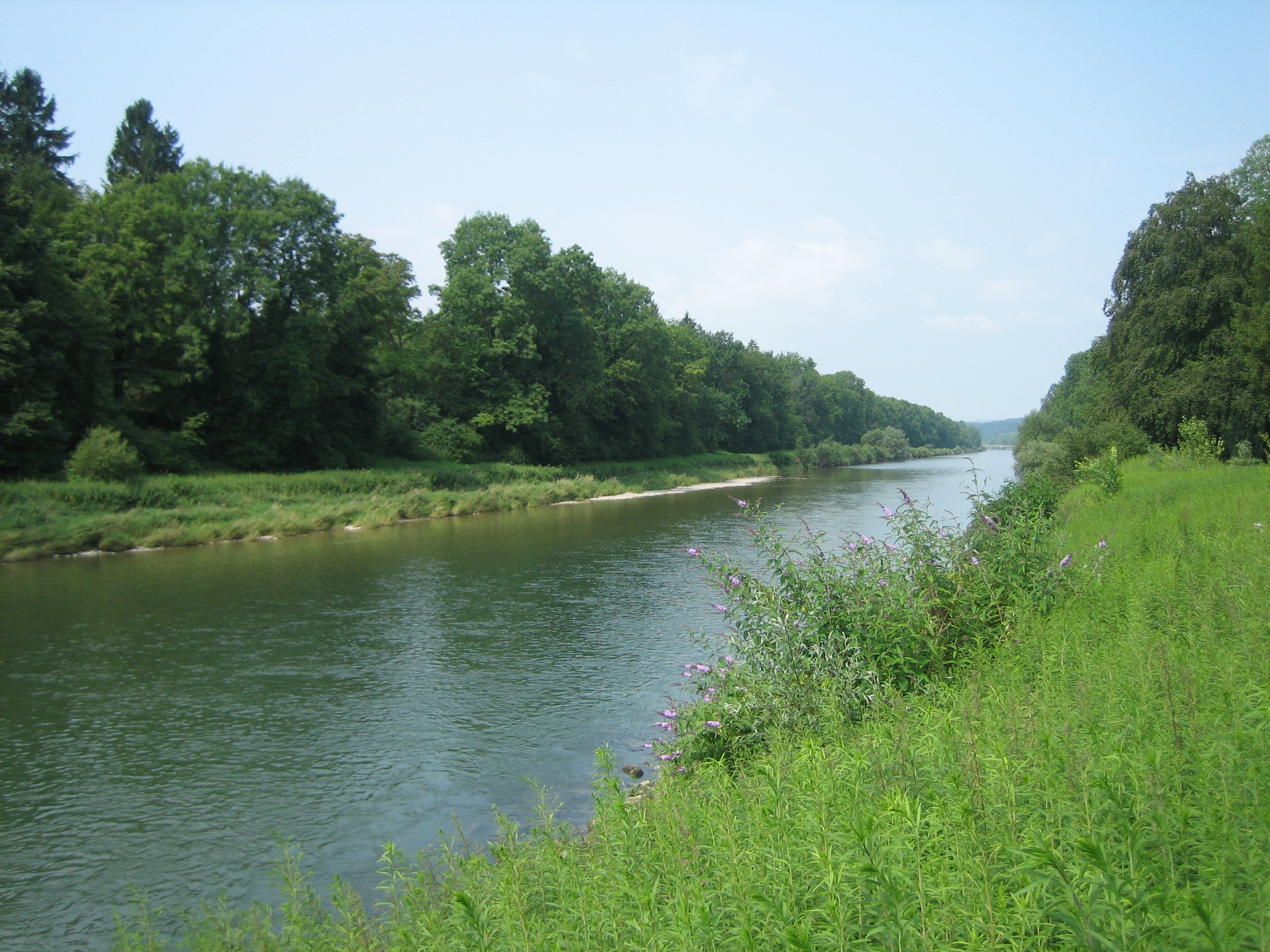
Před ústím do Rýna
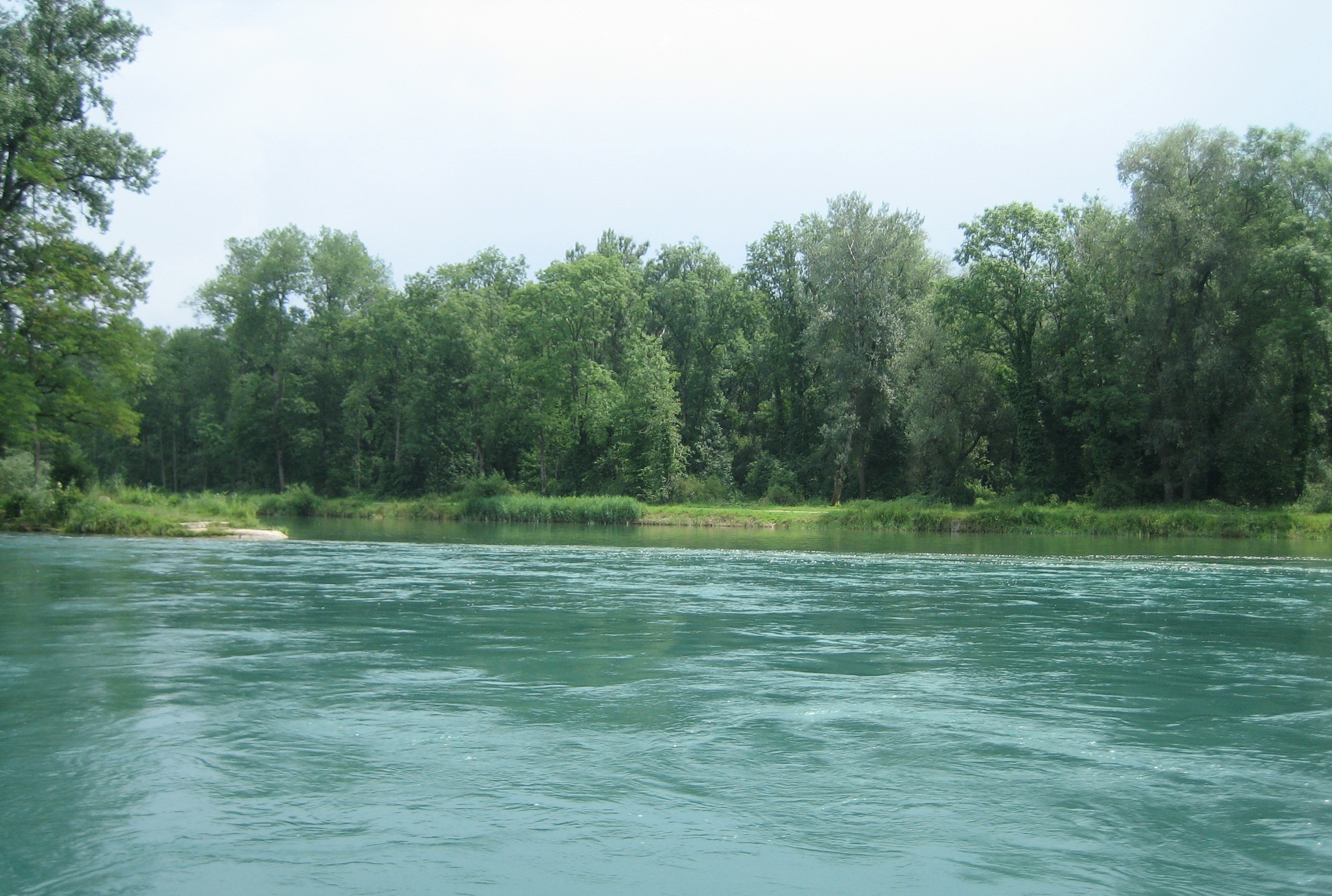
Soutok s Rýnem

## Hydrologická charakteristika
Třetina plochy povodí je tvořena horskými a vysokohorskými oblastmi s vysokými ročními i denními úhrny srážek, v pramenné oblasti až 2 400 mm ročně a přes 800 mm denně. Odtokový koeficient na třetině povodí přesahuje 40 l/(s.km2). V 19. století byla značná část toku ve středním a dolním povodí uměle napřímena a prohloubena, což urychlilo strmost povodňových vln. V povodí neexistují výrazné přírodní ani umělé akumulační členy, lijáky na kterémkoli přítoku způsobují rychlou odezvu na hlavním toku. Poměr kulminační hodnoty a příslušného denního průměru bývá více než dvojnásobný.
| 2 roky | 5 let | 20 let | 30 let | 50 let | 100 let |
| ------ | ----- | ------ | ------ | ------ | ------- |
| 572    | 727   | 819    | 943    | 996    | 1065    |

Maximální zaznamenaný průtok je 1129 m3/s z roku 1999.

## Lidská činnost
Vzhledem k častému a silnému rozvodňování rozvíjelo se osídlení na menších přítocích. Řeka Thur nikdy neměla význam říční dopravní cesty. Po loukách podél horního toku vedla do začátku 19. století mezková cesta. V údolí řeky vede mezi Wildhausem a Rüdlingenem 160 km dlouhá turistická trasa Thurweg. 

Celkové řeku překonává 131 mostů, z toho 88 mostů silničních, 33 mostů pro chodce a 9 železničních mostů. Řeku překonala již římská silnice ve směru od Winterthuru k Phynu. Písemně jsou zmiňovány poprvé mosty v Andelfingenu (1354), Schwarzenbachu (1453) a Lütisburgu (1460). V roce 1487 byl postaven osmi obloukový kamenný most poblíž Bischofszellu.

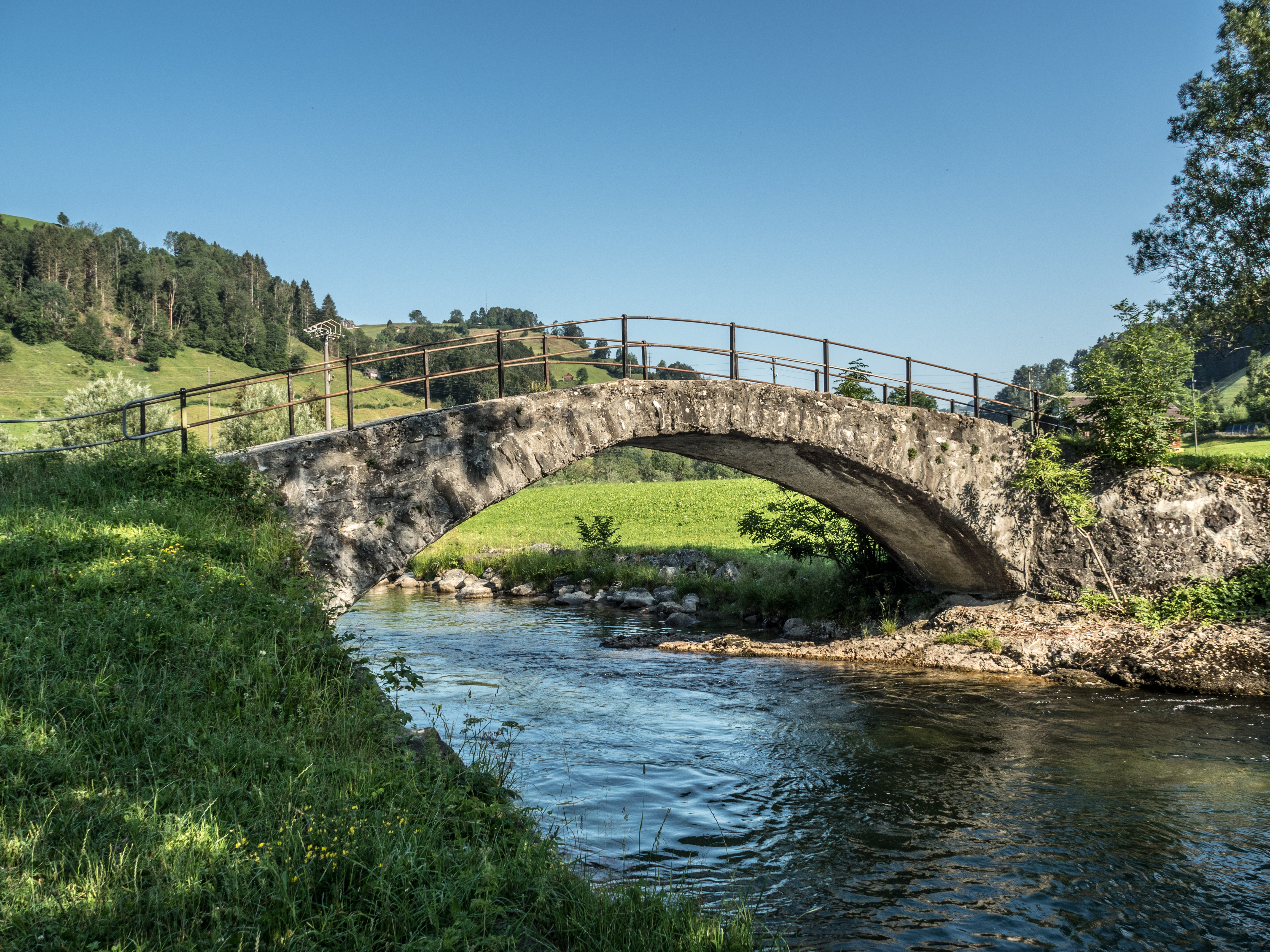
Kamenný mostek u Steinu
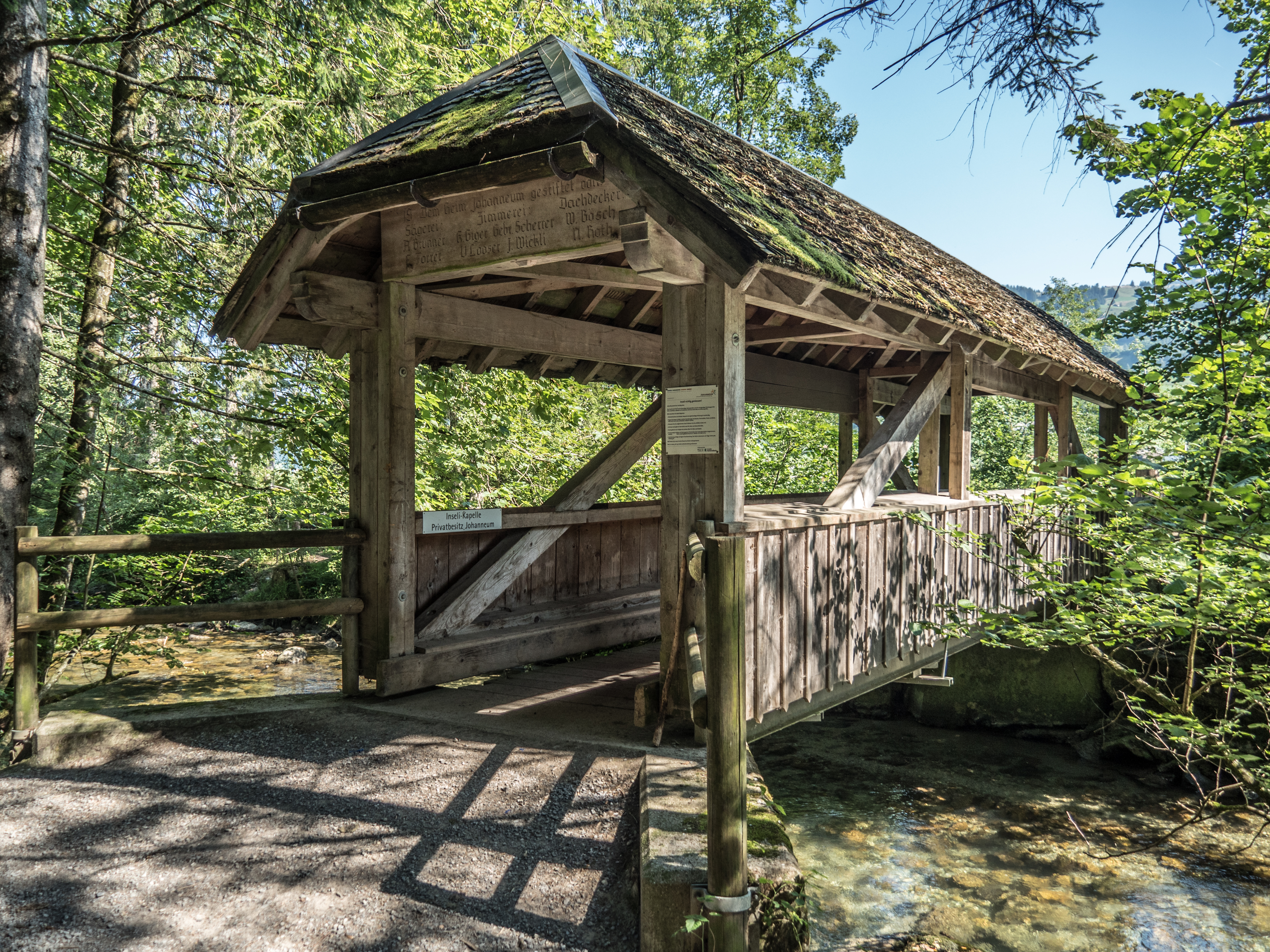
Dřevěný mostek u Neu St. Johann
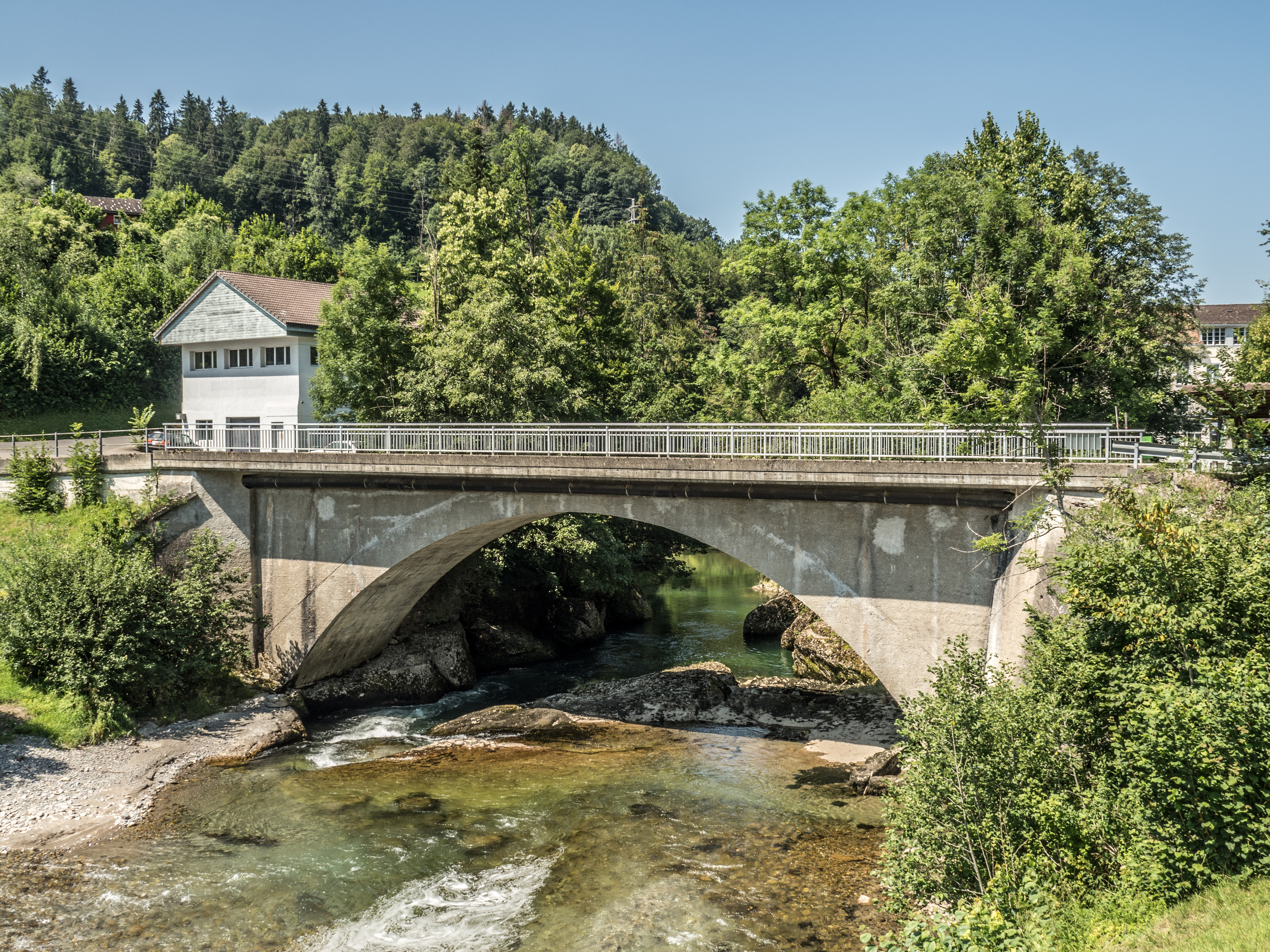
Most u Krummenau
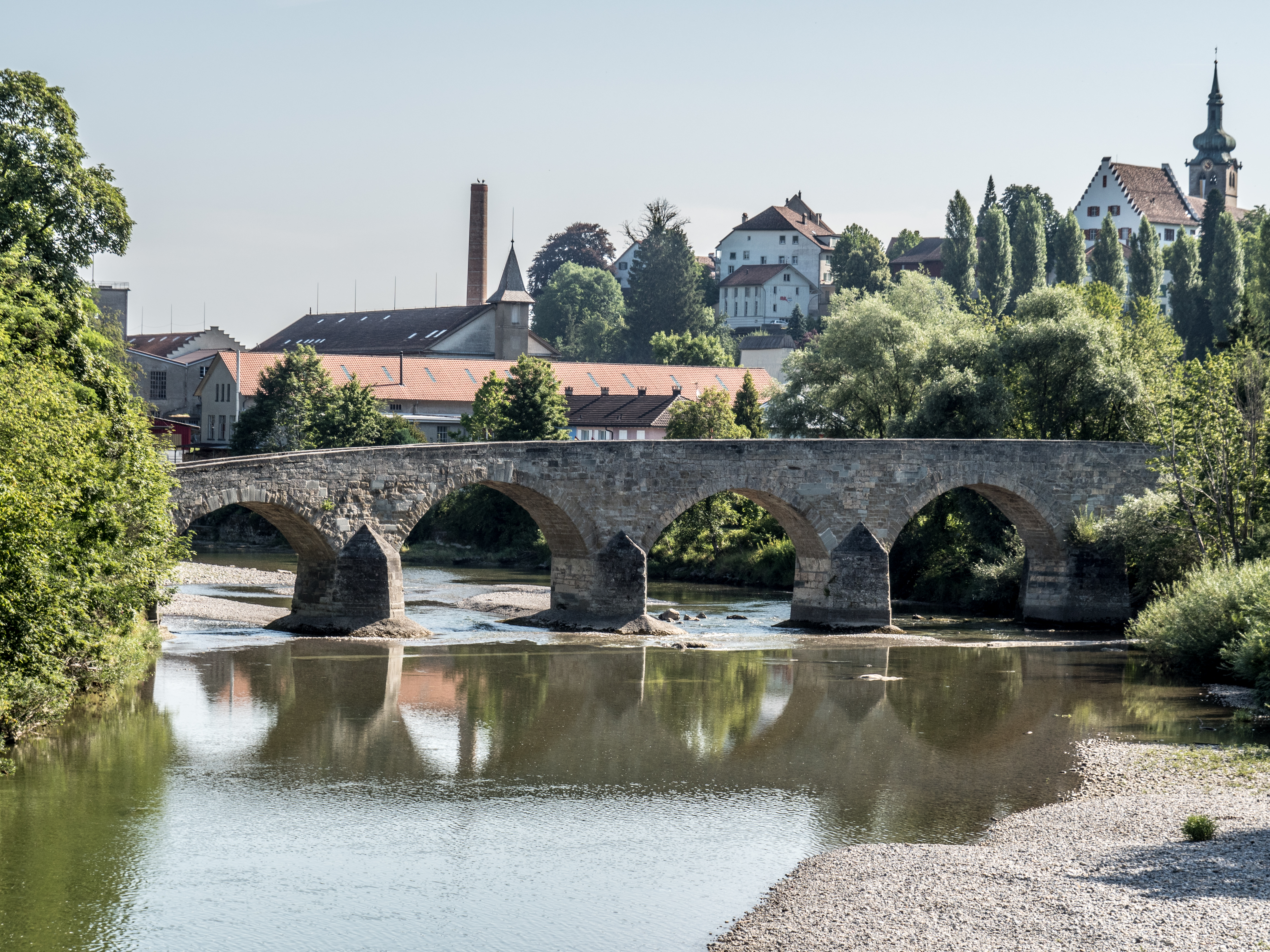
Most u Bischofszellu z roku 1487
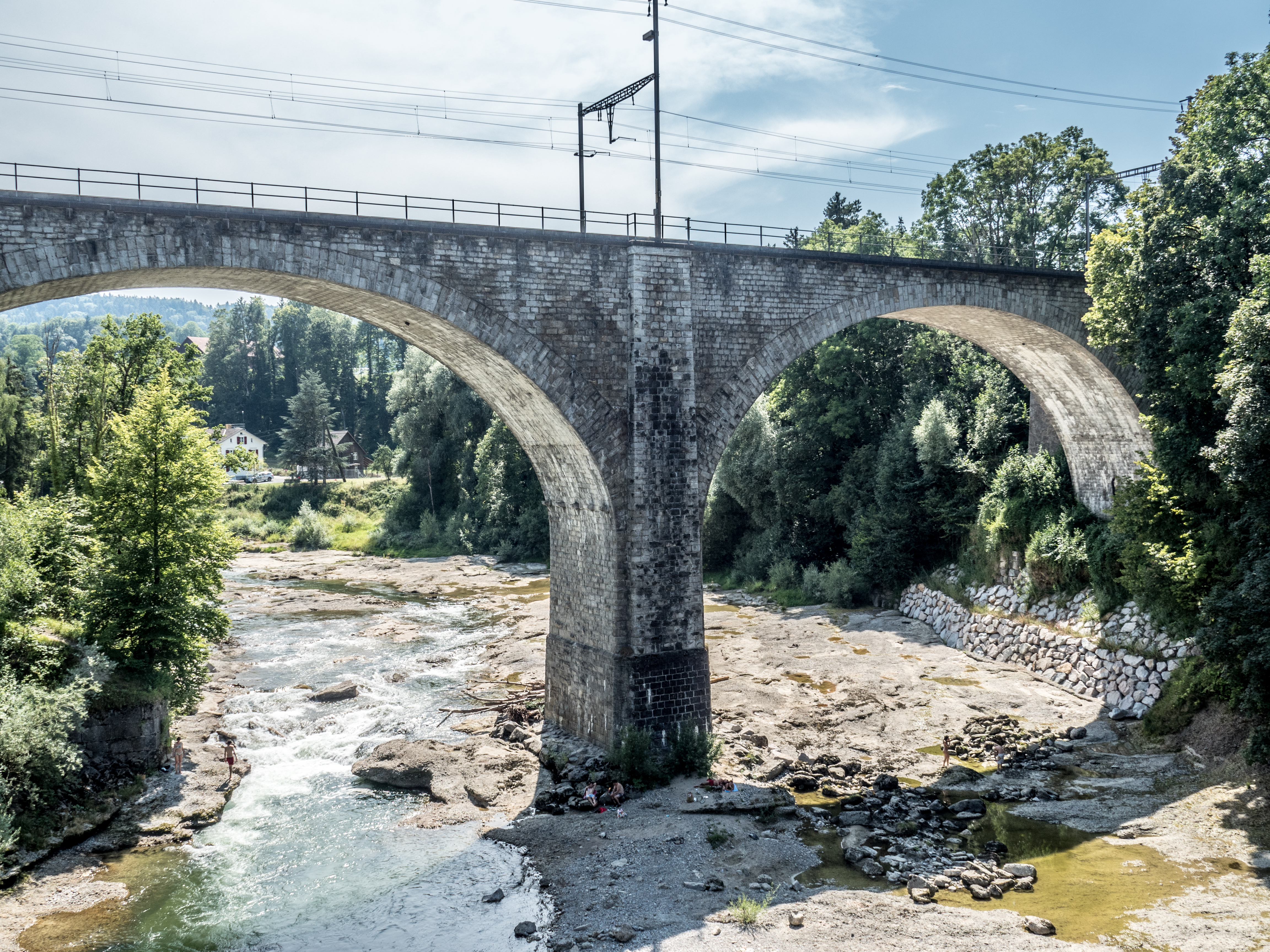
Železniční most u Schwarzenbachu
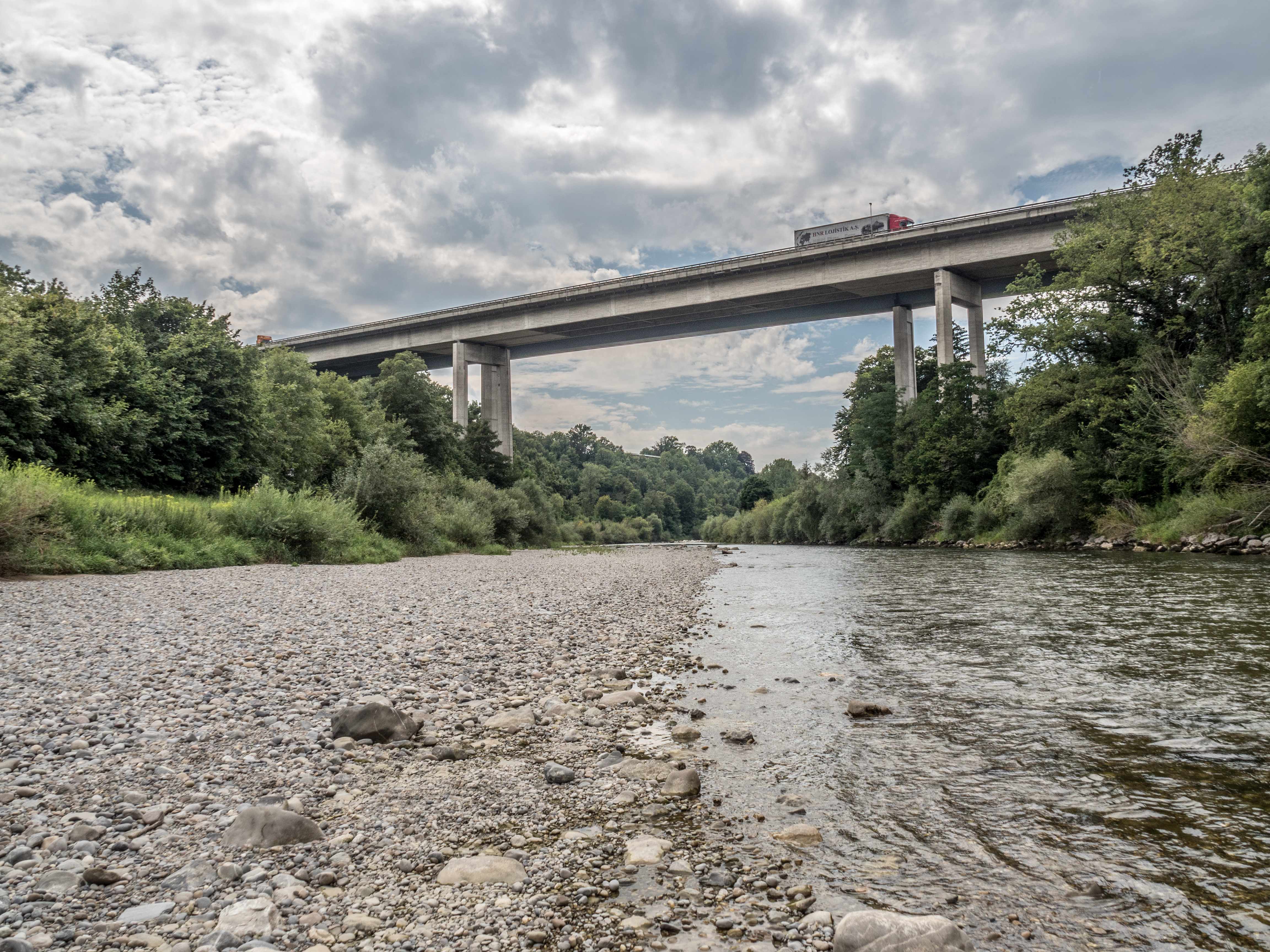
Most dálnice A4 na dolním úseku
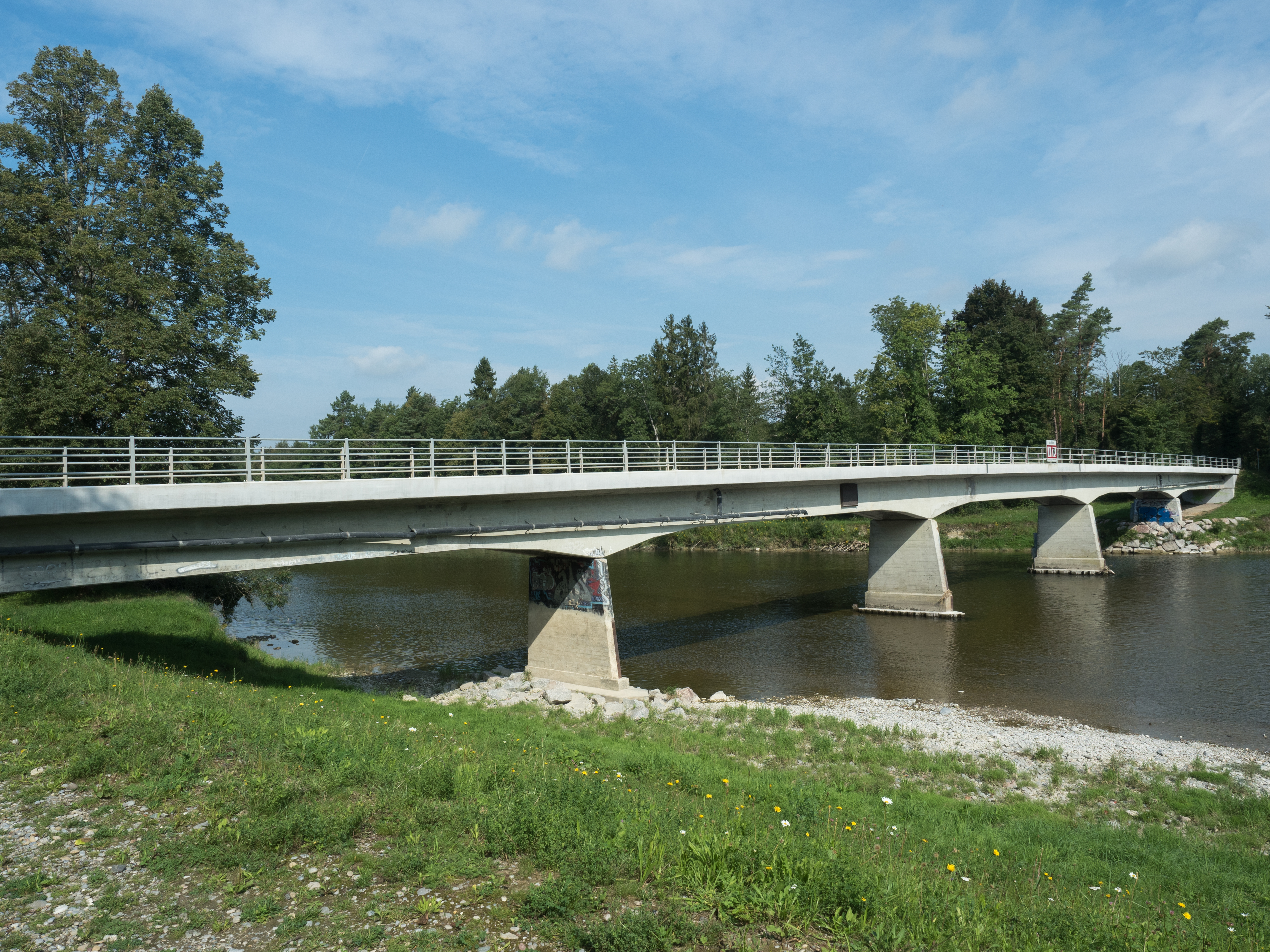
Silniční most U Flaachu je posledním mostem na řece Thur

Na řece nebyla vystavěna větší energetická díla. Výkony nejvýznamnějších vodních elektráren nepřesahují 2 MW.
V době vyšších vodních stavů je řeka sjížděna ve vyšších úsecích toku s obtížností WW II se dvěma úseky WW III.
Sportovní rybolov je rozšířen podél celého toku. V horní třetině toku se nalézají vyhlášené pstruhové revíry, v celé střední a dolní části se nalézají atraktivní úseky pro lov lipana. Od roku 2015 dochází v letních měsících na horním toku pod Bütschwilem k hromadnému úhynu pstruhů potočních. Ztráty na plůdku dosahují až 90 %. Neznámé onemocnění či otrava postihují játra. Intensivní výzkum na Universitě v Bernu podpořil ještě výzkum v Bavorsku, neboť stejný problém se objevil na německé řece Iller. Ve zprávě z roku 2019 se vylučují jako příčina mikroorganismy i plísně a za původce onemocnění byla určena otrava neznámou látkou. Vzhledem k migračním schopnostem pstruha nelze přesně lokalizovat zdroj.

### Revitalizační projekty
Narovnání a prohloubení koryta v 19. století v konečném důsledku způsobilo ve 20. století opakované záplavy především na středním a dolním toku. Během povodní v letech 1910, 1965, 1977 a především v roce 1978, došlo k poškození i zborcení jezů. V roce 1979 vznikly projekty na navrácení řeky Thur do původních meandrů za účelem zploštění povodňových vln. O zodpovědnost i financování se podělily dotčené kantony St. Gallen, Thurgau a Curych. Projekt byl realizován v letech 1983-2005. Na akce na středním toku navázal v roce 2007 projekt protipovodňové ochrany na posledním úseku řeky. Bylo vybagrováno koryto na soutoku s Rýnem a vybagrovaný štěrk rozvezen podél řečiště řeky Thur. Byly uvolněny zábrany v náspech původních úprav za účelem možnosti vzniku slepých ramen a povodňového rozlivu v lužní krajině. V roce 2019 byla obnovena původní niva lužní náplavové oblasti.